# 张议譚
張議譚(？-公元867年)
張義潮之兄，張淮深之父。作為人質，多年居住長安。
公元851年，張議譚入朝參見唐宣宗，同年朝廷設立歸義軍，張議潮為節度使。公元853年，張議譚入朝為質。公元859年，唐宣宗崩，唐懿宗繼位，對歸義軍態度轉變。公元867年，張議譚去世，朝廷為削弱歸義軍勢力，征召張議潮入京，張議潮將軍中事務托付給張淮深，便前往入京。同年，張淮深請求擔任節度使，唐廷不許，仍讓身在長安的張議潮遙領節度使。公元872年，張議潮在長安去世。唐懿宗以及唐僖宗年間張淮深多次請求擔任節度使，均被拒絕，直至公元888年，唐僖宗崩，唐昭宗繼位，方被授於節度使職位。